# Безымянка (приток Мочегая)
Безымянка — река в России, протекает в Оренбургской области. Устье реки находится в 42 км по правому берегу реки Мочегай. Длина реки составляет 12 км. Площадь водосборного бассейна — 36,1 км².

## Данные водного реестра
По данным государственного водного реестра России относится к Нижневолжскому бассейновому округу, водохозяйственный участок реки — Большой Кинель от истока и до устья, без реки Кутулук от истока до Кутулукского гидроузла. Речной бассейн реки — Волга от верхнего Куйбышевского водохранилища до впадения в Каспий.
Код объекта в государственном водном реестре — 11010000812112100007930.